# Svetlana Semёnova
Svetlana Grigor'evna Semёnova (in russo Светлана Григорьевна Семёнова?; Čita, 23 agosto 1941 – Mosca, 9 dicembre 2014) è stata una saggista, filosofa e storica della letteratura russa.
Principale studiosa del pensiero di Nikolaj Fëdorovič Fëdorov e del cosmismo, è stata autrice di 15 libri e di oltre 300 articoli sulla filosofia e la letteratura russa e straniera.

## Biografia
Svetlana Semёnova si è laureata al dipartimento romano-germanico dell'Università statale di Mosca ed è stata specialista in storia della filosofia e della letteratura russa e in lingua e letteratura francese, nonché dottore in scienze filologiche e principale collaboratrice scientifica dell'Istituto della letteratura mondiale dell'Accademia delle Scienze della Russia.
Negli anni sessanta e settanta la Semёnova fece una scelta di campo a favore dello studio della cultura russa oltre gli stretti e angusti limiti imposti dall'ortodossia ufficiale sovietica, facendosi promotrice del movimento “Controcorrente”. Negli anni '70 si unì a Georgij Gačev, filologo, filosofo ed esperto di cultura, da cui ebbe una figlia, Anastasija Gačeva.
Dal 1972 hanno avuto inizio le sue pionieristiche ricerche di studio sull'opera e il pensiero di Nikolaj Fëdorov, un pensatore che nella Russia sovietica di allora era ufficialmente ignorato e di cui era meglio non interessarsi pubblicamente. Queste ricerche su Fëdorov portarono, nel 1982, all'ardita pubblicazione, per la prima volta in Unione Sovietica, di una selezione degli scritti del filosofo, curati e introdotti dalla stessa Semёnova; il testo, che conseguì un grande successo, finì presto per attirare le attenzioni della censura.
Sul finire degli anni ottanta, a seguito del nuovo clima della perestrojka, la Semёnova cominciò a tenere conferenze e seminari pubblici sulle idee e la vita del filosofo che suscitarono un grande interesse. Nel 1990 fu da lei pubblicato il libro “Nikolaj Fëdorov. L'attività creativa della vita”, composto dalla biografia, dalla dottrina e dall'avvenire delle idee del filosofo. Nel 1993 la Semёnova, insieme alla figlia Anastasija, fondò il museo-biblioteca Nikolaj Fëdorov a Mosca. Nello stesso anno fu da lei dato alle stampe un libro dedicato ai principali autori del cosmismo russo dove questa corrente veniva per la prima volta definita sulla base dell'idea fondamentale dell'“evoluzione attiva”.
Poco tempo dopo, nel biennio 1999-2000, fu predisposta dalla Semёnova, insieme alla figlia Anastasija, l'edizione, in 5 volumi, della raccolta integrale degli scritti finora accertati di Nikolaj Fëdorov. Nel 2004, in occasione dei 175 anni dalla nascita di Fëdorov, uscì il suo libro “Il filosofo del secolo futuro: Nikolaj Fëdorov”. Nel 2008 ha pubblicato un libro su Pierre Teilhard de Chardin, concentrandosi in particolare sulla filosofia dell'evoluzionismo cristiano presente nel pensatore francese.
Morì nel 2014 a seguito di una grave malattia.

## Studi, ricerche e pensiero
Hanno fatto parte degli interessi scientifici della Semёnova i problemi di antropologia filosofica, di assiologia, di studi sull'immortalità, di teologia e filosofia, filosofia della religione e della cultura, d’interconnessione della filosofia e della letteratura russa.
La Semёnova ha in particolare esplorato l'eredità filosofica di Nikolaj Fëdorov e degli altri rappresentanti del cosmismo russo. Ha elaborato la concezione delle due diramazioni di questa corrente, dell'evoluzione attiva, della noosfera, e quella cristiana-attiva. Ha sviluppato l'idea dell'”evoluzione attiva” come di una nuova fase consapevolmente creativa dell'evoluzione del mondo diretto dalla ragione, dal sentimento morale e dalla fede. Ha introdotto i concetti di “noosfera come realtà” e di “noosfera come ideale”.
Sulla base della determinazione da lei formalizzata dei due aspetti del concetto di natura (da una parte, l'insieme di tutto quello che vive e che non vive e, dall'altra, l’ordine della vita che si mantiene nell'eliminazione reciproca, nel divoramento, nella morte), la Semёnova ha considerato in modo nuovo il problema dell'”uomo e della natura” opponendo gli orientamenti noosferici del cosmismo russo alla serie di enunciati della “nuova mentalità ecologista”.
La Semёnova ha sottolineato la necessità di una nuova fondamentale scelta di civiltà, che ammette la responsabilità evolutiva dell'uomo in quanto essere che è consapevole – in cui la natura ha raggiunto la consapevolezza, la coscienza - l'ascensione dell'umanità e del mondo in direzione di un più elevato livello esistenziale, la cooperazione della religione e della scienza nell'opera comune della trasfigurazione della vita. Alla versione industrial-economica neoliberista della globalizzazione, la Semёnova ha contrapposto l'ideale della noosfera che riconcilia l'individuo e la comunità, l'originalità delle culture nazionali e gli obiettivi planetari e comuni a tutta l'umanità, indirizzato alla cooperazione paritaria delle nazioni e dei popoli in un'azione ontologica. La Semёnova ha sviluppato le idee di Fëdorov sulla regolazione della natura (esterna, tellurico-cosmica, e interna, psico-fisiologica), sulla resurrezione immanente e sulla metamorfosi creativa dell'Eros.
Ha studiato le opere di Pierre Teilhard de Chardin, fornendo una biografia del pensatore nel contesto della sua epoca, le tappe della maturazione della dottrina dell'evoluzionismo cristiano, analizzando la parentela delle idee del pensatore francese con la tradizione della filosofia religiosa russa della fine del XIX e i primi decenni del XX secolo. Nelle sue opere la Semёnova ha indagato a fondo le idee dei pensatori della rinascita filosofico-religiosa russa sulla “divinoumanità”, sull'escatologia attivamente creativa, sulla condizionalità delle profezie apocalittiche, sul problema dell'apocatastasi. Basandosi sull'idea dell'universalità della salvezza, la Semёnova ha sostenuto un'“etica dell'indulgenza”, che presuppone una “comprensione molto profonda”, un “perdono totale”, affermandone il rapporto con la filosofia dell'evoluzione attiva, che conduce in direzione dell'età adulta dell'esistenza, dell'armonizzazione della natura dell'uomo.
Una parte dei lavori della Semёnova è legato allo studio della letteratura russa del XIX-XX secolo come di una filosofia sincretica poetico-artistica, espressione di un'autocoscienza metafisica e nazionale. Nel libro “Le parole della vita eterna”, dedicato allo studio dei quattro Vangeli, la Semёnova ha riunito la santa tradizione dei padri dell'esegetica con lo sguardo cristiano-attivo della filosofia religiosa russa, che illumina in modo nuovo il senso metafisico degli avvenimenti della storia sacra.
Georgij Gačev, marito e profondo conoscitore della Semёnova, definì il suo pensiero come un fenomeno di Logos femminile, di “pensiero amoroso”, che combina l'intellettuale e l'affettivo, che riconcilia la mente e il cuore.

## Opere

### Saggi
- (RU) Valentin Rasputin (PDF), Mosca, 1987.
- (RU) Il superamento della tragedia: “Interrogativi eterni” nella letteratura (PDF), Mosca, 1989.
- Nikolaj Fëdorov. L'attività creativa della vita, Mosca, 1990
- (RU) Il Cosmismo russo: antologia del pensiero filosofico, Mosca, 1993.
- (RU) I misteri del Regno del cielo, (PDF), Mosca, 1994.
- (RU) Le parole della vita eterna: storia evangelica e metafisica nella sequenza dei quattro Vangeli (PDF), Mosca, 2000.
- La poesia e la prosa russa degli anni '20 e '30. Poetica, visione del mondo, filosofia, Mosca, 2001
- Il contesto filosofico della letteratura russa degli anni '20 e '30 (coautrice), Mosca, 2003
- La metafisica della letteratura russa, Mosca, 2004, 2 volumi.
- (RU) Il filosofo del secolo futuro: Nikolaj Fëdorov (PDF), Mosca, 2004.
- Il mondo della prosa di Michail Šolochov. Dalla poetica alla concezione del mondo, Mosca, 2005
- Un pellegrino nel futuro. Pierre Teilhard de Chardin, San Pietroburgo, 2009
- Diario di un filosofo contemporaneo (coautrice), Mosca, 2009
- Sui sentieri del pensiero del cuore: studi, frammenti, brani di un diario, Mosca, 2012

### Articoli e interviste
- (RU) Il mondo di Čechov: uno schizzo filosofico (PDF).
- Significato e obiettivo del pensiero religioso-filosofico russo
- (RU) Globalizzazione e noosfera (PDF).
- “La bellezza salverà il mondo?”
- Il pensiero cosmico della Russia (scritto con A. Gacheva)
- “L'attuale libertà ha dimenticato l'uguaglianza e la fratellanza”
- La superiore verità di Nikolaj Fëdorov